# The Boy with No Name
The Boy with No Name è il quinto studio album della indie rock band scozzese Travis. L'album è uscito il 7 maggio 2007 nel Regno Unito.
Il titolo dell'album ha origine da un'email che il cantante Fran Healy e la moglie Nora hanno inviato ad un amico quando stavano scegliendo il nome da dare al loro figlio neonato. L'email conteneva una fotografia del piccolo, etichettata proprio "The Boy with No Name".
L'album ha ricevuto critiche molto positive, e si è piazzato alla quarta posizione della Official Albums Chart britannica. Negli Stati Uniti, l'album ha debuttato alla posizione numero 58 della Billboard 200, vendendo 12 000 copie nella prima settimana.
I Travis hanno dedicato l'album a Chris Blair della Abbey Road Studios e al campione mondiale britannico di rally Richard Burns, che morì trentacinquenne per un tumore al cervello nel 2005.

## Tracce
Tutte le tracce sono scritte da Fran Healy (eccetto dove annotato).
1. "3 Times and You Lose" (Healy, Andy Dunlop) – 4:14
2. "Selfish Jean" – 4:00
  - Questa canzone ha la stessa tematica e parte del testo uguale a "Standing on My Own", B-side del 1997 inclusa nel singolo "Tied to the 90's").[3]
3. "Closer" – 4:00
4. "Big Chair" (Healy, Dunlop) – 4:07
5. "Battleships" – 4:11
  - Backing vocals a cura di Julia Stone.
6. "Eyes Wide Open" – 2:59
7. "My Eyes" – 4:08
8. "One Night" – 4:00
9. "Under the Moonlight" (Susie Hug) – 4:00
  - Backing vocals a cura di KT Tunstall.
10. "Out in Space" – 3:35
11. "Colder" (Healy, Dougie Payne) – 4:06
12. "New Amsterdam" – 2:37

Tracce bonus:
1. "Sailing Away" (hidden bonus track) – 3:31
  - Inizia a 5:52 nell'ultima traccia (5:38 nelle versioni UK e messicana).
2. "Perfect Heaven Space" (GB bonus track) – 3:50
3. "Say Hello" (iTunes bonus track) - 3:33

## Formazione
- Francis Healy – voce, chitarra
- Andy Dunlop – chitarra
- Dougie Payne – basso
- Neil Primrose – batteria